# Steffi Annys
Steffi Annys (* 10. Mai 1988) ist eine belgische Badmintonspielerin.

## Karriere
Steffi Annys wurde 2004 und 2005 Titelträgerin bei den belgischen Juniorenmeisterschaften im Damendoppel mit Stefanie Bertels. 2008, 2009 und 2011 wurde sie Meisterin im Damendoppel der Erwachsenen mit Séverine Corvilain. Beide starten gemeinsam auch bei der Weltmeisterschaft des letztgenannten Jahres, schieden dort jedoch schon in der ersten Runde aus.

## Sportliche Erfolge
| Saison    | Veranstaltung                               | Disziplin   | Platz | Name                              |
| --------- | ------------------------------------------- | ----------- | ----- | --------------------------------- |
| 2004/2005 | Belgien: Einzelmeisterschaften der Junioren | Damendoppel | 1     | Steffie Annys / Stefanie Bertels  |
| 2005/2006 | Belgien: Einzelmeisterschaften der Junioren | Damendoppel | 1     | Steffie Annys / Stefanie Bertels  |
| 2007/2008 | Belgien: Einzelmeisterschaften              | Damendoppel | 1     | Séverine Corvilain / Steffi Annys |
| 2008/2009 | Belgien: Einzelmeisterschaften              | Damendoppel | 1     | Séverine Corvilain / Steffi Annys |
| 2010/2011 | Belgien: Einzelmeisterschaften              | Damendoppel | 1     | Séverine Corvilain / Steffi Annys |
| 2013      | Belgien: Einzelmeisterschaften              | Damendoppel | 2     | Séverine Corvilain / Steffi Annys |